# 基本アーベル群
群論における基本アーベル群（きほんアーベルぐん、英: elementary abelian group; 初等アーベル群）または基本アーベル p-群 (elementary abelian p-group) は任意の非自明な元が位数 p であるような群（とくに有限群）を言う。この p は素数でなければならず、任意の基本アーベル群は特別な p-群となる:142:88。p = 2 の場合、すなわち基本アーベル 2-群のことをブール群 (Boolean group) と呼ぶ場合がある:6。
任意の基本アーベル p-群は p-元体上の有限次元ベクトル空間の構造を持ち、逆にそのようなベクトル空間は基本アーベル群となる。有限生成アーベル群の構造定理により、あるいは任意のベクトル空間が基底を持つという事実から、任意の有限基本アーベル群は (Z/pZ)n（n はこの群の階数と呼ばれる非負整数）の形になることがわかる。ここに、Z/pZ は位数 p の巡回群（あるいは p を法とする整数の加法群）であり、上付き添字の n は n-重直積を表す:88。一般に（有限とは限らない）基本アーベル p-群は位数 p の巡回群の適当な個数の直和となる:43（因子が有限個の場合には直積と直和は同じものであるが、無限の場合にはそうでないことに注意）
以下有限群の場合について述べる。

## 例と性質
- 基本アーベル群 (Z/2Z)2 は四つの元 {(0, 0), (0, 1), (1, 0), (1, 1)} からなる。加法は成分ごとに mod 2 で計算すればよい（例えば (1, 0) + (1, 1) = (0, 1)）。実はこれはクラインの四元群である。
- （必ずしも有限でない）集合の対称差によって生成される群は、任意の元が位数 2 である。そのような群は、任意の元が自身を逆元に持つからアーベル群でなければならない: xy = (xy)−1 = y−1x−1  = yx。そのような群（つまりブール群）はクラインの四元群の成分数を任意個にした一般化である。
- (Z/pZ)n は n 元で生成され、n は生成に必要な元の最低個数である。特に、集合 {e1, …, en} を各 ei は第 i-成分が 1 でそのほかの成分が 0 のベクトルとすれば、これは極小生成系を成す。
- 任意の基本アーベル群は極めて単純な有限表示を持つ: {\displaystyle (\mathbb {Z} /p\mathbb {Z} )^{n}\cong \langle e_{1},\ldots ,e_{n}\mid e_{i}^{p}=1,\ e_{i}e_{j}=e_{j}e_{i}\rangle .}

## ベクトル空間構造
V ≅ (Z/pZ)n を基本アーベル群とする。Z/pZ ≅ Fp は p-元体ゆえ、V = ≅ (Fp)n は n-次元 Fp-ベクトル空間と見なせる。基本アーベル群が一般には標準基底を持たないことに注意すべきである—同型 V ≅ (Z/pZ)n は基底のとり方に依存する。
注意深く議論を進めるならば、ベクトル空間 (Fp)n が群 V よりも多くの構造をもともと備えていることは留意すべきである。特に群演算（加法）—それはベクトルの和と解釈できる—に加えて、スカラー倍が定まっている。しかし、アーベル群としての V は一意な Z-加群構造—Z の作用は各元の反復和に対応する—を持ち、この Z-加群構造は Fp によるスカラー乗法と両立する。すなわち、c ∈ Fp に対し（c を 0 ≤ c < p なる整数に持ち上げて）c⋅g ≔ g + g + ⋯ + g（右辺は c 個の和）とすれば V に自然な Fp-加群構造が入る。

## 自己同型群
ベクトル空間としての V は基底 {e1, …, en} を上で述べた通りに持つ。V の任意の n 個のベクトル {v1, …, vn} を取るとき、線型代数学の知識を用いて写像 T(ei) = vi は V の線型変換に一意に拡張されることが示せる。そのような T の各々は V から V への群準同型としての自己準同型と見ることもできるし、線型変換としての自己準同型と見ることもできる。
V の自己同型に限って考えれば、Aut(V) ≔ {T: V → V  |  ker T = 0} = GLn(Fp) は Fp 上の n-次正則行列全体の成す一般線型群である。
自己同型群 GL(V) = GLn(Fp) はベクトル空間の一般論により V ∖ {0} に推移的に作用する。実はこれが任意の有限群の中で基本アーベル群を特徴付ける性質である。すなわち、G が有限群でその単位元を e とし、Aut(G) が G ∖ {e} に推移的に作用するならば G は基本アーベル群である。（証明: Aut(G) が G ∖ {e} に推移的に作用するならば、G の単位元でない任意の元は同じ位数を持ち、それは素数である必要があるから、G は p-群である。p-群は非自明な中心を持つが、いまそれは任意の自己同型で不変であるから G 全体に一致する。）

## 高階への一般化
素数位数の成分を素冪位数の成分に取り換えることもまた意義のある考察である。すなわち基本アーベル群 G は適当な素数 p に対して (p, p, …, p) を「型」に持つものと見なし、それを一般化する階数 n のホモサイクリック群 (homocyclic group; 同素巡回群):8 は型 (pe,pe, …, pe) のアーベル群、すなわち位数 pe の群に同型な n 個の群の直積として定める。

## 関連する群
エクストラスペシャル群 (extra special group; 超特殊群) は基本アーベル群の位数 p の巡回群による拡大であり、ハイゼンベルク群の類似対応物である。